# Lijst van burgemeesters van Oterleek
Dit is een lijst van burgemeesters van de voormalige Nederlandse gemeente Oterleek tot die gemeente in 1970 fuseerde met Schermerhorn en Zuid- en Noord-Schermer tot de gemeente Schermer.
| Ambtsperiode | Naam burgemeester                    | Partij of stroming | Bijzonderheden                                                                                              |
| ------------ | ------------------------------------ | ------------------ | --- |
| 18?? - 1840  | Jacob Swart                          |                    | |
| 1840 - 1845  | Jan (J.) Kalis Pz.                   |                    | |
| 1845 - 1847  | W. Vader                             |                    | |
| 1847 - 1866  | C. Brak                              |                    | |
| 1866 - 1886  | P. Glijnis Pz.                       |                    | |
| 1886 - 1899  | Jacob (J.) Blom                      |                    | |
| 1899 - 1917  | S. Brak                              |                    | |
| 1917 - 1920  | jhr. Egbert Willem Justinus de Beyer |                    | eerder burgemeester Callantsoog                                                                             |
| 1920 - 1938  | Dirk (D.) Huijser van Reenen         |                    | |
| 1938 - 1965  | Jacob (J.) Posch                     | liberaal           | |
| 1965 - 1970  | Sijbrand (S.) Schagen                | PvdA               | vanaf 1968 tevens burgemeester van Schermerhorn en Zuid- en Noord-Schermer, later burgemeester van Schermer |